# Connarus favosus
Connarus favosus är en tvåhjärtbladig växtart som beskrevs av Jules Émile Planchon. Connarus favosus ingår i släktet Connarus och familjen Connaraceae. Inga underarter finns listade i Catalogue of Life.